# Saint-Sulpice-en-Pareds

Saint-Sulpice-en-Pareds este o comună în departamentul Vendée, Franța. În 2009 avea o populație de 392 de locuitori.